# Luing
Luing ( /ˈlɪŋ/ LING; gaélico: Luinn) es una de las Islas Slate, Firth of Lorn, en el oeste de Argyll en Escocia, a unas 16 millas (25,7 km) al sur de Oban. La isla tiene una superficie de 1430 hectáreas (3533,6 acre) y está delimitada por varios pequeños skerries e islotes. Tiene una población de unas 200 personas, que viven principalmente en Cullipool, Toberonochy (Tobar Dhonnchaidh) y Blackmillbay.

## Geología
La mayor parte del lecho rocoso de Luing está constituido por la formación de pizarra Easdale, de edad neoproterozoica, una pelita pirítica y grafítica perteneciente al subgrupo Easdale del grupo Dalradiano de Argyll. También hay finas bandas de cuarcita. En el noreste de la isla hay zonas de rocas ígneas intrusivas metamorfoseadas. Luing está cortada por diques de felsita del Siluro-Devoniano alineados en dirección NE-SO y por numerosos diques de basalto y microgabro alineados posteriormente en dirección NO-SE que forman parte del "Enjambre de Mull", de edad paleógena temprana. Los depósitos marinos elevados de arena y grava se encuentran ampliamente alrededor de los márgenes de la isla, un legado de los cambios del nivel relativo del mar de finales del Cuaternario.

## Economía y cultura
Un servicio regular de transbordadores atraviesa los 200 metros (656,2 pies) del estrecho de Cuan, que separa Luing de la isla vecina de Seil, que a su vez está conectada por un puente con el continente.
Las principales industrias de Luing son el turismo, la pesca de langostas y la cría de ganado vacuno, aunque la extracción de pizarra fue importante hasta 1965, con canteras en Toberonochy, Cullipool y una más pequeña en Port Mary. La pizarra de Luing se utilizó en la construcción de la Universidad de Glasgow y en la renovación de los tejados de la Abadía de Iona.
Para ser una isla tan pequeña, Luing ha producido numerosos medallistas de oro del mòd: Nan MacInnes (1926, en Oban), Sandy Brown (1938, en Glasgow) y Hughie MacQueen (1985, en Lochaber).
El ganado Luing se desarrolló por primera vez aquí, como una raza de vacuno comercial lo suficientemente resistente como para prosperar en condiciones climáticas adversas. Se trata de una raza de ganado vacuno rojo, producida por la familia Cadzow en 1947 a partir de un cruce entre Beef Shorthorn y ganado de las Highlands.

## Etimología
Según Haswell-Smith (2004) el nombre "Luing" puede derivar del nórdico antiguo lyng, que significa "brezo" o long que significa barco. Sin embargo, Mac an Tàilleir (2003) afirma que "probablemente se trate de un nombre pregaélico de significado poco claro".

## Historia

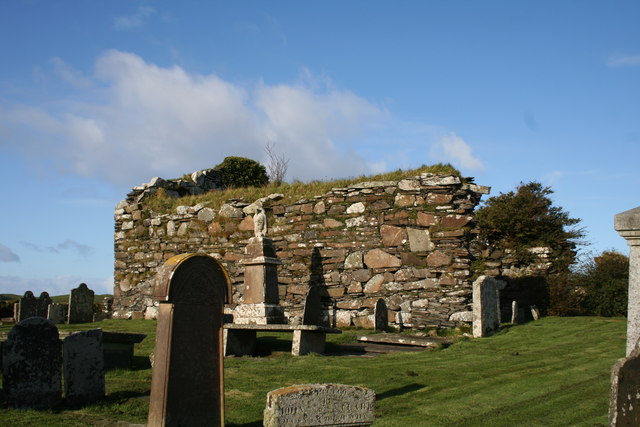
Ruinas de la iglesia de Kilchattan

A principios de la era cristiana, Luing formaba parte del reino gaélico de Dalriada. Entre los siglos IX y XIII, casi todas las Hébridas quedaron bajo el control de los colonos nórdicos y formaron parte del Reino de las Islas. Sin embargo, cuando Edgar de Escocia firmó un tratado con Magnus Barefoot en 1098, reconoció formalmente la situación existente al renunciar a las reclamaciones escocesas sobre las Hébridas y Kintyre, Luing y Lismore quedaron en manos de los escoceses.
El cementerio de la iglesia en ruinas de Kilchattan documenta la vida de los habitantes de la isla en el pasado, con canteros, marineros y agricultores. Entre las lápidas más destacadas están las del covenantista Alexander Campbell.